# Saint-Androny
Saint-Androny é uma comuna francesa na região administrativa da Nova Aquitânia, no departamento da Gironda. Estende-se por uma área de 11,64 km². Em 2010 a comuna tinha 556 habitantes (densidade: 47,8 hab./km²).